# Alismatales
Alismatales es el nombre de un taxón de plantas ubicado en la categoría taxonómica de orden, utilizado en sistemas de clasificación modernos como el sistema de clasificación APG III del 2009 y el APW, sistemas en los cuales está ubicado en las monocotiledóneas. Incluye 13 familias y unos 165 géneros ampliamente distribuidos. La mayoría de las familias están compuestas por herbáceas no suculentas. Las flores están normalmente agrupadas en inflorescencias y las semillas maduras carecen de endosperma. Entre las Alismatales se encuentran muchas familias de hábitats acuáticos, y todas las angiospermas marinas se encuentran delimitadas dentro de este orden.
El grupo está dividido en un número considerable de familias pequeñas, en parte porque las adaptaciones asociadas al hábitat acuático son tan llamativas que las flores e inflorescencias en particular de estas familias son muy diferentes entre sí.
Tradicionalmente, el orden Alismatales quedaba restringido a tres familias solamente (Alismataceae, Butomaceae y Limnocharitaceae), las demás familias eran asignadas a diferentes órdenes. Este agrupamiento produjo grupos polifiléticos, por lo que en los sistemas de clasificación actuales se agregó el resto de las familias a este orden (ver taxobox). En particular, las aráceas se han considerado recientemente un grupo hermano del resto de las Alismatales (a veces eran incluidas en su propio orden Arales) y hoy en día están incluidas en este orden, lo que las ha convertido en la familia más importante del orden, con cerca de 4000 especies distribuidas en unos 100 géneros. El resto de las familias del orden contiene, en total, alrededor de 500 especies. 

## Descripción
Introducción teórica en Terminología descriptiva de las plantas
Plantas rizomatosas, sin micorrizas. Los granos de almidón de tipo pteridofita, amilofílicos. Las anteras extrorsas. El tapete ameboide. Las células uninucleadas. Los carpelos con canales ("canals") completamente sin fusionar. Con estilos. Comúnmente con el estigma seco. Endosperma helobial. Embrión grande, probablemente siempre clorofílico. El desarrollo desde la semilla con hipocótilo y raíz bien desarrolladas.
La estela de la raíz es muchas veces tri a pentarca.
Cuando las hojas son pecioladas, los haces vasculares están dispuestos en un arco, los haces invertidos también son comunes.
En algunos Alismatales parece haber una fusión entre la bráctea subyacente a la flor y el tépalo abaxial (Buzgo 2001).
No se sabe aún si la endexina del polen es lamelada, como lo es en Acorus.
Riley y Stockey (2004) describen la venación de un número de miembros de venación reticulada de este orden en considerable detalle, esas hojas usualmente tienen venas terciarias.
Se ha dicho que los Alismatales, incluido Araceae, son las únicas monocotiledóneas en las que los embriones se han reportado como verdes, y por lo tanto clorofílicos (Seubert 1993), pero también son conocidos en las Amaryllidaceae-Amaryllidae.
Ha habido sugerencias de que las flores en Alismatales son en realidad pseudantiales, es decir si son en realidad una inflorescencia reducida con aspecto de flor (Soltis et al. 2005 para referencias). Muchos autores han sugerido que las "flores" de Alismatales, excepto las de Araceae y Tofieldiaceae, son varios tipos de inflorescencias modificadas (Buzgo 2001, Rudall 2003), lo que podría explicar la amplia variedad de tipos florales encontrados en estas familias.

## Ecología
Alismatales contiene muchas familias adaptadas a los hábitats marinos. Las plantas de los hábitats marinos aparentemente evolucionaron muchas veces independientemente en el orden, una dentro de Hydrocharitaceae, y más de dos veces en las familias de pastos marinos Zosteraceae, Cymodoceaceae, Ruppiaceae, y Posidoniaceae (Les et al. 1997a). Hasta que esté completo un análisis filogenético a nivel de género, no es posible saber cuántas veces la adaptación a las condiciones marinas ocurrió. Sin embargo, las angiospermas marinas están confinadas a este orden.
Green y Short (2003) proveen una discusión general sobre la ecología de las angiospermas marinas, junto con mapas de distribución, etc.
La aparente ausencia de micorrizas en este grupo puede estar conectada con la prevalencia del hábitat acuático que sus miembros prefieren, ya que las micorrizas usualmente están ausentes en esas situaciones.
Orugas de Pyralidae-Schoenobiinae son encontradas en las monocotiledóneas acuáticas, así como las larvas de Chrysomelidae-Donaciinae (Powell et al. 1999, Jolivet 1988), estas últimas al menos, son encontradas en las plantas acuáticas en general.
Les et al. (2003) discuten la distribución de un número de los taxones hidrofíticos de este clado, muchos de ellos bastante jóvenes.
Para ser un clado relativamente pequeño, la diversidad floral es excepcionalmente alta en Alismatales, y sus mecanismos de polinización están entre los más extravagantes que pueden hallarse entre las angiospermas (Cox y Humphries 1993, Les et al. 1997a también discuten los mecanismos de polinización de las AliSmatales de agua marina y de agua dulce).

## Diversidad
La diversidad taxonómica de las monocotiledóneas está presentada en detalle por Kubitzki (1998, 2006).
A continuación una lista de la diversidad de Alismatales. Las descripciones son deliberadamente incompletas. Para más información siga los enlaces.
| Los aros y las calas pertenecen a la familia de las aráceas. Lo que parece la flor de las aráceas, es en realidad la inflorescencia, siendo las flores diminutas y distribuidas todo a lo largo de una espiga gruesa llamada espádice; mientras que lo que parece ser el gran pétalo de la flor, es en realidad la bráctea que nace debajo de la inflorescencia, llamada espata. Las inflorescencias y las espatas son de variados colores. En el espádice maduran los frutos que son pequeñas bayas. |
| Las lentejas de agua se encuentran en aguas estancadas de todo el mundo. Son plantas muy reducidas, con vástago sin diferenciarse en tallo y hojas, de forma lenticular, a veces con pequeñas raíces debajo de la superficie del agua. Debido a su viraje hacia el hábito acuático, tanto el vástago como la inflorescencia han resultado muy reducidos, teniendo que acudir a los análisis moleculares de ADN para conocer su ubicación filogenética. De esta forma ha sido demostrado que son una subfamilia de la familia de las aráceas (anteriormente fueron ubicadas dentro de su propia familia, Lemnaceae).                             |
| Distribuidas en regiones frías del Hemisferio Norte, pueden ser reconocidas por sus hojas equitantes isobifaciales, sus inflorescencias racemosas, en las que usualmente hay un calículo (un cáliz simulado de brácteas o bracteolas) de 1 a 3 piezas debajo de la flor, y flores de monocotiledóneas, con los tépalos usualmente libres y cada punta de los carpelos con un estilodio claramente separado. El fruto es usualmente una cápsula septicida. |
| La Elodea (también conocida como "yana"), así como otros géneros de la familia Hydrocharitaceae, es conocida en los acuarios de todo el mundo. Todas las hidrocaritáceas son acuáticas, la mayoría de agua dulce aunque hay algunos géneros de agua salada. Sus hojas son pecioladas o usualmente indiferenciadas. La inflorescencia muchas veces tiene dos brácteas fusionadas (a veces libres) en la base. El ovario es ínfero, muchas veces con placentación laminar o parietal más o menos intrusa. Los lóbulos del estigma son bífidos. |
| Butomus umbellatus es la única especie de la familia de las butomáceas. Es una hierba nativa de Eurasia templada, naturalizada en el NE de Norteamérica. Es una hierba acuática que puede ser reconocida por sus hojas largas, triangulares, y su inflorescencia umbelada al final de un escapo, axilar, bracteada. Las flores son perfectas y hay claramente dos verticilos separados entre sí de perianto petaloides. El fruto es un folículo. |
| Las alismatáceas son hierbas con laticíferos, acuáticas. Sus hojas flotantes o aéreas son pecioladas y tienen una vena media prominente, venas paralelas y también venas cruzadas. Sus pétalos están arrugados en el pimpollo y sus flores masculinas usualmente tienen muchas anteras extrorsas y sus flores femeninas tienen muchos carpelos libres. De un vistazo a la semilla se observa que el embrión está fuertemente curvado. Las inflorescencias constan muchas veces de ramas o flores más o menos verticiladas en el final de un escapo. Ampliamente distribuidas.                                                                   |
| Son plantas herbáceas acuáticas, flotantes o fijas por raíces, presentes en las regiones tropicales o subtropicales. Son laticíferas. Sus hojas flotantes o aéreas son pecioladas y tienen una vena media prominente y venas paralelas y cruzadas también. Sus flores tienen sépalos, pétalos pequeños a grandes pero evanescentes, muchos estambres (y también estaminodios), y carpelos con muchos óvulos y placentación laminar. De un vistazo a la semilla se observa que el embrión está fuertemente curvado. En el APG III y el APWeb esta familia fue incluida en Alismataceae para que esta última sea monofilética y tenga apomorfías. |
| Scheuchzeria palustris es la única especie de la familia Scheuchzeriaceae. Es una planta herbácea perenne, de lugares pantanosos, nativa de regiones frías del Hemisferio Norte. Alcanza los 10-40 cm de altura, con hojas estrechas lineales, basales, dísticas, las vainas abiertas tienen aurículas en la punta y hay un pequeño poro en la punta de la lámina. La inflorescencia racimosa tiene brácteas grandes foliosas y todas las partes de las flores (excepto las bases de los carpelos) están libres entre sí y de las demás piezas florales. Las flores de color amarillo verdoso tienen 4-6 mm de diámetro con seis pétalos.       |
| Aponogeton es el único género de la familia Aponogetonaceae. Son plantas acuáticas con hojas pecioladas, las láminas a veces fenestradas tienen una vena media, venas paralelas, y venas cruzadas grandes, las venas más finas son reticuladas. La inflorescencia es una espiga al final de un largo escapo y las flores, más bien pequeñas, tienen tépalos más o menos conspicuos. Son de regiones tropicales y subtropicales, comunes en los acuarios. |
| Las juncagináceas son hierbas perennes, acuáticas o palustres. Tienen hojas más o menos unifaciales y una inflorescencia que es una espiga o un racimo al final de un escapo, todas las partes florales son libres entre sí y de las demás piezas. Consta de sólo unas 10 especies en 4 géneros, distribuidas en zonas templadas. |
| Los llamados "pastos marinos" evolucionaron dentro de una serie de familias cercanamente emparentadas entre sí: Zosteraceae, Cymodoceaceae, Ruppiaceae y Posidoniaceae. Debido a sus hojas más o menos lineales poseen un aspecto parecido a los pastos terrestres pero no están emparentados cercanamente con estos. Una familia estrechamente emparentada a los pastos marinos es Potamogetonaceae, que consta de plantas de agua dulce. |
| Posidonia es el único género de las posidoniáceas. Son "pastos marinos" reconocibles por sus tiras fibrosas sin lignificar persisentes a lo largo del rizoma monopodial, y las inflorescencias racimosas ramificadas. Distribuidas en el Mediterráneo y el sur de Australia. |
| Ruppia es el único género de las rupiáceas. Son "pastos marinos" pero también se encuentran en agua dulce. Pueden ser reconocidas por sus hojas serruladas, dísticas, con una obvia vena media y una base envainadora, los internodos están bien desarrollados. Ruppiaceae se caracteriza por flores con dos estambres que tienen apéndices diminutos, polen ligeramente elongado, y carpelos con tallos largos. Distribuidas en todo el mundo. |
| Son "pastos marinos" más o menos tropicales a templado-cálidos. Es una familia difícil de distinguir de las rupiáceas y necesita más investigación. |
| Son "pastos marinos" con ramas opuestas a las hojas y ejes de la inflorescencia aplanados (espádices) con flores en la superficie adaxial, las inflorescencias están encerradas por una espata. Muchas de ellas tienen "retináculos", quizás sean tépalos o brácteas, opuestos a los estambres. |
| Son hierbas perennes acuáticas de agua dulce. La mayoría tiene hojas más o menos pecioladas con vena media y venas cruzadas, usualmente hay una lígula basal conspicua. La inflorescencia es densamente espigada y las flores tienen pequeños tépalos que parecen nacer en la parte de atrás de los estambers. Los carpelos son estipitados, como es particularmente claro en Zannichellia, si bien ese género no tiene una inflorescencia espigada. Distribuida más o menos por todo el mundo. |

## Filogenia y descripción de los clados
Introducción teórica en Filogenia
El orden ha sido muchas veces dividido en dos, Arales (que incluía sólo a Araceae) y Alismatales sensu stricto (largamente equivalente a Alismatidae sensu Cronquist 1981 y Takhtajan 1997), con Arales posiblemente relacionada con Arecales (por ejemplo en Cronquist 1981), pero los análisis moleculares de ADN recientes avalan la unión de estos dos grupos.
Los análisis cladísticos de secuencias de ADN nuclear y cloroplastídico (Chase et al. 1993, 1995b, 2000, 2006, Duvall et al. 1993, Hilu et al. 2003, Källersjö et al. 1998, Soltis et al. 2000) sostienen la monofilia de Alismatales, como también lo hace la posible sinapomorfía morfológica de tallos con pequeñas escamas de pelos glandulares dentro de las bases envainadoras de las hojas en los nudos, las anteras extrorsas, y el embrión grande y verde (Dahlgren y Rasmussen 1983, Dahlgren et al. 1985, Stevenson y Loconte 1995). Los tricomas encontrados en las axilas de las hojas envainadoras, también conocidos como escamas intravaginales, son comunes en muchas Alismatales pero también en las Acorales. La evolución de los cristales de rafidio puede constituir una apomorfía de las monocotiledóneas después de que divergiera el clado Acorales, aunque se deben haber perdido secundariamente en un número de linajes de monocotiledóneas, como en muchos Poales, Zingiberales, y en la mayoría de los propios Alismatales (excepto Araceae).
Las aráceas son hermanas del resto de las familias del orden, son diferentes del resto de las familias por la inflorescencia, la estructura de las flores, y el hábito (en general no son acuáticas y no tienen "lagunas" ("lacunae") en sus tallos, etcétera), pero Tofieldiaceae (familia que diverge un poco después) ha sido pobremente estudiada respecto a su relación con el resto de las familias del orden. Las flores de Tofieldiaceae no son descriptas y en general son típicas de las monocotiledóneas, excepto algunas especies que tienen hasta 12 estambres, y el fruto es una cápsula septicida. En la mayoría de las especies está presente un calículo (un cáliz simulado de brácteas o bracteolas) por debajo de las flores.
Araceae es por lejos la familia más grande del orden (106 géneros con unas 4000 especies, cosmopolita). La familia está particularmente diversificada en los trópicos húmedos, pero hay algunos géneros de clima templado (como Arisaema) que también son ricos en especies. Típicamente las aráceas son hierbas con un pecíolo definido y una lámina foliar expandida, su carácter más distintivo es la inflorescencia, que tiene una espata muchas veces petaloidea y un espádice de flores sésiles con una porción expandida estéril que emite olores. Muchos géneros tienen zonas de flores femeninas y masculinas por separado en el espádice. Las lentejas de agua, cinco géneros anteriormente ubicados en Lemnaceae (Les et al. 1997b, Rothwell et al.2003) están embebidas en Araceae, así que fueron incluidas en la familia, son las angiospermas más pequeñas. Los análisis filogenéticos moleculares han indicado que Araceae es hermano del resto de los miembros de Alismatales, la monofilia del clado está sostenida por datos de secuencias de ADN y por caracteres no moleculares.
Tofieldiaceae está ubicada dentro de las Alismatales sólo con apoyo moderado de los análisis moleculares (Källersjö et al. 1998, Chase et al. 2000, Graham et al. 2006 -que lo ubica como hermano del resto del orden, pero el muestreo es limitado). La familia es bastante diferente del resto de las Alismatales, como puede ser visto por sus apomorfías potenciales numerosas. Sin embargo, Tamura et al. (2004), Janssen y Bremer (2004), Givnish et al. (2006b), y Chase et al. (2006, con fuerte apoyo) todos ubican a las aráceas como hermanas del resto del orden, y a Tofieldiaceae como hermano del resto de los taxones, así que esa es la topología presentada aquí.
El resto de las familias del orden (todas salvo Araceae y Tofieldiaceae) comparten las semillas sin endosperma y los pelos celulares de las raíces más cortos que otras células epidérmicas (Judd et al. 2007). Todos los miembros de este subclado están presentes en hábitats de tierras húmedas o acuáticos, y Judd et al llaman a este subclado el "clado acuático", mientras que Stevens en el Angiosperm Phylogeny Website lo llama "núcleo de los Alismatales" ("core Alismatales"). Este subclado probablemente divergió muy pronto en la evolución de las monocotiledóneas.

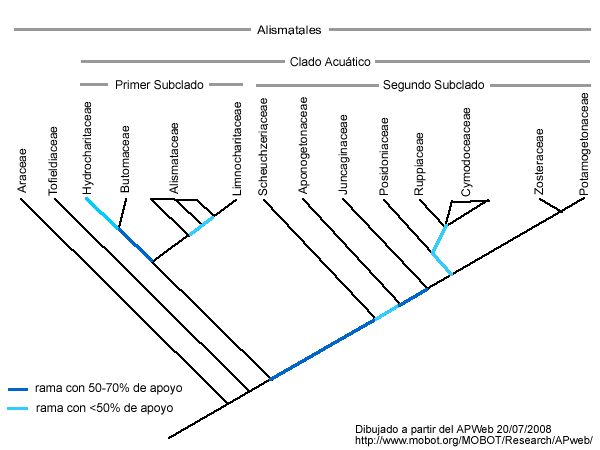
Cladograma de Alismatales.

Para las relaciones dentro del clado acuático, ver Les et al. (1997a), en el que esta parte del árbol está largamente basada. También ver Kato et al. (2003), Chen et al. (2004b) y G.Petersen et al. (2006c) que utiliza 2 genes mitocondriales y 1 cloroplastídico. Un número de incertezas acerca de los parentescos aún quedan y G. Petersen et al. (2006c) ni siquiera puede recuperar un monofilético (Hydrocharitaceae + Alismataceae sensu lato + Butomaceae). El árbol de Janssen y Bremer (2004) es largamente similar al aquí presentado, pero las posiciones de Aponogetonaceae y Scheuchzeriaceae están invertidas, y Ruppiaceae está ubicada como hermana de (Zosteraceae + Potamogetonaceae).
Dos clados grandes están reconocidos dentro de este clado acuático. El primer clado es el más pequeño y contiene a Alismataceae, Hydrocharitaceae, Butomaceae y Limnocharitaceae, y está sostenido por las apomorfías del perianto diferenciado en sépalos y pétalos, los estambres siendo más de 6 o los carpelos más de 3 (un aumento secundario), y los óvulos desparramados en la superficie interna de los lóculos. Poseeen una inflorescencia escaposa y semillas con exotesta.
Alismataceae sensu stricto y Limnocharitaceae están cercanamente emparentadas y los análisis de filogenia indicaban que deberían ser consideradas una sola familia (Soros y Les 2002), como lo hacen finalmente el APG III (2009) y el APWeb. Están unidas por la presencia de látex, hojas con un pseudopecíolo con una vena media y venas que cruzan, polen espinoso-pantoporado, y un fruto folicular.
Butomaceae es monopodial con hojas dísticas, triangulosas, y una inflorescencia de tipo umbela. Como Araceae y Alismataceae, los miembros de Butomaceae tienen un perianto diferenciado y un fruto folicular.
Hydrocharitaceae es la familia más grande de este subclado (18 géneros con 116 especies). Son acuáticas sumergidas, algunas de las cuales son marinas (como Halophila, Enhalus, y Thalassia), con hojas pecioladas, usualmente indiferenciadas, y una inflorescencia con dos brácteas subyacentes, y un ovario ínfero (el resto de este subclado tiene ovario súpero).
Las familias más grandes que constituyen el segundo clado dentro del clado acuático de Alismatales son Potamogetonaceae, Ruppiaceae, Zosteraceae, Posidoniaceae y Cymodoceaceae. Las más pequeñas son Aponogetonaceae, Juncaginaceae y Scheuchzeriaceae. Este grupo está diagnosticado en la base de un polen que usualmente no tiene aperturas y más o menos le falta la exina (Dahlgren y Rasmussen 1983, Cox y Humphries 1993).
Scheuchzeriaceae es altamente apomórfico y no está claramente relacionado en sus caracteres morfológicos al resto del segundo subclado. Esta familia es monoespecífica, y tiene hojas auriculadas y dísticas, y una inflorescencia racimosa con muchas brácteas, como en el otro subclado el fruto es un folículo.
El resto del subclado (todo el subclado salvo Scheuchzeriaceae) comparte las hojas más o menos lineales y, excepto por Aponogetonaceae, los carpelos unidos. Además, presentan una condición inusual en la cual el perianto parece ser un "crecimiento" de los estambres.
Aponogetonaceae es monogenérico y con 43 especies. Presenta hojas pecioladas, venación paralela y venas cruzadas, y flores pequeñas espigadas con tépalos.
Juncaginaceae (con 4 géneros y 15 especies) son acuáticas emergentes a terrestres de sitios húmedos, y tienen flores imperfectas muchas veces sin perianto o con el perianto interno a los estambres.
El resto de las familias son todas rizomatosas, acuáticas, polinizadas por agua, con carpelos ascidiados.
Posidoniaceae (monogenérico, 5 especies), Ruppiaceae (quizás monoespecífico) y Cymodoceaceae (5 géneros, 16 especies) son preponderantemente marinas, con hojas dísticas y polen filiforme. Ruppiaceae quizás debiera ser incluida en Posidoniaceae, ya que estas familias son altamente similares en muchos aspectos (pero el APWeb todavía no lo ha hecho a enero de 2009).
Zosteraceae (2 géneros, 14 especies) y Potamogetonaceae (7 géneros, 122 especies) comparten una hoja con un poro apical (sus vainas son cerradas), si bien la primera es marina y la última se encuentra en agua dulce. Zosteraceae son pastos marinos con hojas lineales y ramas opuestas a las hojas, e inflorescencias como espádices encerradas en una espata (ver análisis recientes por Les et al. 2002). Potamogetonaceae tiene hojas pecioladas con una vena media y una inflorescencia espigada densamente empaquetada con flores en las cuales hay un tépalo opuesto a cada estambre. La polinización es comúnmente por viento o en la superficie del agua o en el agua.

## Taxonomía
Introducción teórica en Taxonomía
El grupo es siempre dividido en un número de familias pequeñas, en parte porque las adaptaciones asociadas al hábitat acuático son tan llamativas que las flores e inflorescencias en particular de estas familias son muy diferentes entre sí.
Alismatales sensu APG III (2009) contiene 13 familias y unas 3.320 especies, las familias más grandes son Araceae, Alismataceae, Hydrocharitaceae, Butomaceae, Potamogetonaceae, Ruppiaceae, Zosteraceae, Posidoniaceae, Cymodoceaceae, y Tofieldiaceae. También presentes Aponogetonaceae, Juncaginaceae, Scheuchzeriaceae.
El APG III (2009) y el APWeb introdujeron un cambio con respecto al APG II (2003): incluyen a Limnocharitaceae en un Alismataceae sensu lato, ya que aparentemente de otra forma Alismataceae sería parafilético. De esta forma el número de familias del orden se redujo de 14 a 13.
El APWeb también sugiere, pero a enero de 2009 aún no lo ha hecho, fusionar Ruppiaceae con Cymodoceaceae debido a que son difíciles de distinguir entre sí.
La lista de familias, sensu APG III (2009, con los números de familia según el Linear APG III (LAPG III 2009)
- Araceae (familia n.º 30)
- Tofieldiaceae (familia n.º 31)
- Alismataceae (familia n.º 32)
- Butomaceae (familia n.º 33)
- Hydrocharitaceae (familia n.º 34)
- Scheuchzeriaceae (familia n.º 35)
- Aponogetonaceae (familia n.º 36)
- Juncaginaceae (familia n.º 37)
- Zosteraceae (familia n.º 38)
- Potamogetonaceae (familia n.º 39)
- Posidoniaceae (familia n.º 40)
- Ruppiaceae (familia n.º 41)
- Cymodoceaceae (familia n.º 42)
- Limnocharitaceae estaba en APG II pero en APG III se incluye en Alismataceae (familia 32)

Sinónimos (APW): Alismatales Dumortier, Aponogetonales Hutchinson, Arales Dumortier, Butomales Hutchinson, Cymodoceales Nakai, Elodeales Nakai, Hydrocharitales Dumortier, Juncaginales Hutchinson, Najadales Dumortier, Posidoniales Nakai, Potamogetonales Dumortier, Ruppiales Nakai, Scheuchzeriales B. Boivin, Tofieldiales Reveal y Zomlefer, Vallisneriales Nakai, Zosterales Nakai - Alismatanae Takhtajan, Aranae Reveal, Butomanae Reveal, Najadanae Reveal, Zosteranae Doweld - Alismatidae Takhtajan, Aridae Takhtajan - Aropsida Bartling, Hydrocharitopsida Bartling, Najadiopsida Hoffmannsegg y Link

## Evolución
El grupo troncal Alismatales data de unos 131 millones de años hasta el presente, el grupo corona Alismatales de unos 128 millones de años hasta el presente (Janssen y Bremer 2004, en cambio en Bremer 2000b cerca de 133 y 103 millones de años hasta el presente). 
Los fósiles más antiguos asignados a este clado fueron recientemente descubiertos en el Cretácico temprano, de unos 110-120 millones de años de antigüedad (Araceae-Pothoideae-Monstereae: Friis et al. 2004, ver Stockey 2006 para una revisión de los fósiles que han sido ubicados en Alismatales).
Chen et al. (2004b) discuten la evolución de varias formas de vida en el grupo: los paralelismos son comunes.
Los compuestos fenólicos sulfatados son comunes en los pastos marinos y en Hydrocharitaceae (McMillan et al. 1980), y probablemente fue un paralelismo. Su función no está clara, probablemente están involucrados en la adaptación a la vida en el hábitat marino.

### Lecturas sugeridas
- Tillich, H.-J. (1985). «Keimlingsbau und verwandtschaftliche Beziehungen der Araceae..». Gleditschia 13: 63-73.  para la morfología del desarrollo de la plántula desde la semilla.
- Grayum, M. (1992). Comparative External Pollen Ultrastructure of the Araceae and Putatively Related Taxa. Monogr. Syst. Bot. 43. St Louis: Missouri Botanical Garden. para información del polen.
- Igersheim, A.; Buzgo, M., y Endress, P. K. (2001). «Gynoecium diversity and systematics in basal monocots.». Bot. J. Linnean Soc. 136: 1-65.  para información de los óvulos.
- Chen, J.-M.; Chen, D., Robert, G. W., Wang, Q.-F., y Guo, Y.-H. (2004). «Evolution of apocarpy in Alismatidae using phylogenetic evidence from chloroplast rbcL sequence data.». Bot. Bull. Acad. Sinica 45: 33-40.  para la evolución del carpelo.
- Den Hartog, C. (1970). «The sea-grasses of the world.». Konin. Nederlandse Akad. Wetens. Afd. Natuurk. Ser. 2 59 (1): 1-275, pl. 1-31.  para una explicación taxonómica exhaustiva de los Alismatales marinos